# Minnesota Timberwolves 1992-1993
La stagione 1992-93 dei Minnesota Timberwolves fu la 4ª nella NBA per la franchigia.
I Minnesota Timberwolves arrivarono quinti nella Midwest Division della Western Conference con un record di 19-63, non qualificandosi per i play-off.

## Roster
| N° | Naz.                   | Ruolo | Sportivo           | Anno | Alt. | Peso |
| -- | ---------------------- | ----- | ------------------ | ---- | ---- | ---- |
| 2  | Lettonia (bandiera)    | A     | Gundars Vētra      | 1967 | 198  | 88   |
| 3  | Stati Uniti (bandiera) | G     | Chris Smith        | 1970 | 191  | 86   |
| 4  | Stati Uniti (bandiera) | GA    | Gerald Glass       | 1967 | 196  | 100  |
| 4  | Stati Uniti (bandiera) | AC    | Brad Sellers       | 1962 | 213  | 95   |
| 5  | Stati Uniti (bandiera) | GA    | Doug West          | 1967 | 198  | 91   |
| 13 | Australia (bandiera)   | C     | Luc Longley        | 1969 | 218  | 120  |
| 21 | Stati Uniti (bandiera) | G     | Lance Blanks       | 1966 | 193  | 86   |
| 24 | Stati Uniti (bandiera) | G     | Micheal Williams   | 1966 | 188  | 79   |
| 25 | Stati Uniti (bandiera) | A     | Marlon Maxey       | 1969 | 203  | 113  |
| 30 | Stati Uniti (bandiera) | A     | Bob McCann         | 1964 | 198  | 111  |
| 32 | Stati Uniti (bandiera) | AC    | Christian Laettner | 1969 | 211  | 107  |
| 41 | Stati Uniti (bandiera) | AC    | Thurl Bailey       | 1961 | 211  | 98   |
| 45 | Stati Uniti (bandiera) | A     | Chuck Person       | 1964 | 203  | 100  |
| 50 | Stati Uniti (bandiera) | C     | Felton Spencer     | 1968 | 213  | 120  |
| 52 | Stati Uniti (bandiera) | A     | Mark Randall       | 1967 | 203  | 107  |

## Staff tecnico
- Allenatori: Jimmy Rodgers (6-23) (fino all'11 gennaio)[1], Sidney Lowe (13-40)
- Vice-allenatori: Jim Brewer, Sidney Lowe (fino all'11 gennaio), Chuck Davisson
- Preparatore atletico: Jay Jansen